# HP 2116A
HP 2116A — процессор и мини-компьютер производства компании Hewlett-Packard, выпущенный в 1966 году. Согласно спорным утверждениям самой HP был первым 16-разрядным мини-компьютером. (Что оспаривается в сноске, утверждающей первенство DDP-116.)
Процессор использовал команды фиксированной длины и в целом схож с RISC-процессорами, появившимися в 80-х. Однако и по этому поводу некоторые утверждения могут вызывать споры. Так, например, утверждение из сноски, гласящее об одинаковом цикле исполнения команд за 1,6 мкс, противоречат данным из журнала HP (стр.9 и 10). Где сообщается о цикле памяти 1,6 мкс (625 КГц), а простейшая команда сложения требует 3,2 мкс (312 тыс. оп/сек). В то же время цикла 1,6 мкс хватает командам ввода-вывода, регистровым командам и команде JMP. При этом в одном 16-разрядном слове может содержаться несколько простых микроопераций, каждая из которых будет выполнена.
Основные сведения:
- Полный адресуемый объём памяти — 16384 слова (по 16 разрядов). Страницами по 1024 слова.
- Восемь внутренних регистров (включая флаги), плюс один из переключателей.
- 68 основных команд, которые (в сочетании различных микрокоманд) могут обеспечивать более 1000 различных действий.
- 48 каналов ввода-вывода.